# Abraxas parvimiranda
Abraxas parvimiranda là một loài bướm đêm trong họ Geometridae.